# Nepean (circonscription provinciale)
Pour les articles homonymes, voir Nepean.
Circonscription électorale provinciale du Canada
Nepean est une circonscription provinciale de l'Ontario représentée à l'Assemblée législative de l'Ontario depuis 2018. 
Une circonscription du même nom a également été représentée de 1987 à 1999.

## Géographie
En 1987, la circonscription de Nepean comprenait:
- La cité de Nepean

Les circonscriptions limitrophes sont Ottawa-Ouest—Nepean, Carleton, Ottawa-Sud et Kanata—Carleton.

## Historique
| Législature                                                           | Années        | Député | Député        | Parti                     |
| --------------------------------------------------------------------- | ------------- | ------ | ------------- | ------------------------- |
| Nepean                                                                |               |        |               |                           |
| 34e                                                                   | 1987-1990     |        | Hans Daigeler | Libéral                   |
| 35e                                                                   | 1990-1995     |        | Hans Daigeler | Libéral                   |
| 36e                                                                   | 1995-1999     |        | John Baird    | Progressiste-conservateur |
| Circonscription dissoute parmi Nepean—Carleton et Ottawa-Ouest—Nepean |               |        |               |                           |
| Circonscription issue de Nepean—Carleton                              |               |        |               |                           |
| 42e                                                                   | 2018-2022     |        | Lisa MacLeod  | Progressiste-conservateur |
| 43e                                                                   | 2022-2025     |        | Lisa MacLeod  | Progressiste-conservateur |
| 44e                                                                   | 2025-en cours |        | Tyler Watt    | Libéral                   |

## Résultats électoraux
Depuis 2018

1987-1999

## Circonscription fédérale
Depuis les élections provinciales ontariennes du 4 octobre 2007, l'ensemble des circonscriptions provinciales et des circonscriptions fédérales sont identiques.